# Hartatunos
Hartatunos (denominado también pijancos) es un plato típico de la cocina castellano manchega, en concreto de la provincia de Guadalajara y el norte de la provincia de Cuenca. Se trata de una preparación con textura de puré que contiene patatas fritas en manteca, junto con rebanadas de pan tostadas y pimentón. Todo bien revuelto hasta conseguir una masa homogénea. La denominación de este plato es un acrónimo de "hartar" (entendido como "saciar") y tunos (entendido por estudiantes). Se trata de un plato sencillo de elaborar y que lo asequible de sus ingredientes le convertía en idóneo para los estudiantes.

## Características
En la actualidad este plato se elabora con bacon y patatas con pan frito, y en lugar de emplear la manteca en su lugar se vierte aceite de oliva. La forma de preparar este plato no es única, y queda al arte del cocinero-a su disposición.